# Austrodecus pentamerum
Austrodecus pentamerum là một loài nhện biển trong họ Austrodecidae. Loài này thuộc chi Austrodecus. Austrodecus pentamerum được miêu tả khoa học năm 1968 bởi Stock.